# 건지 FC

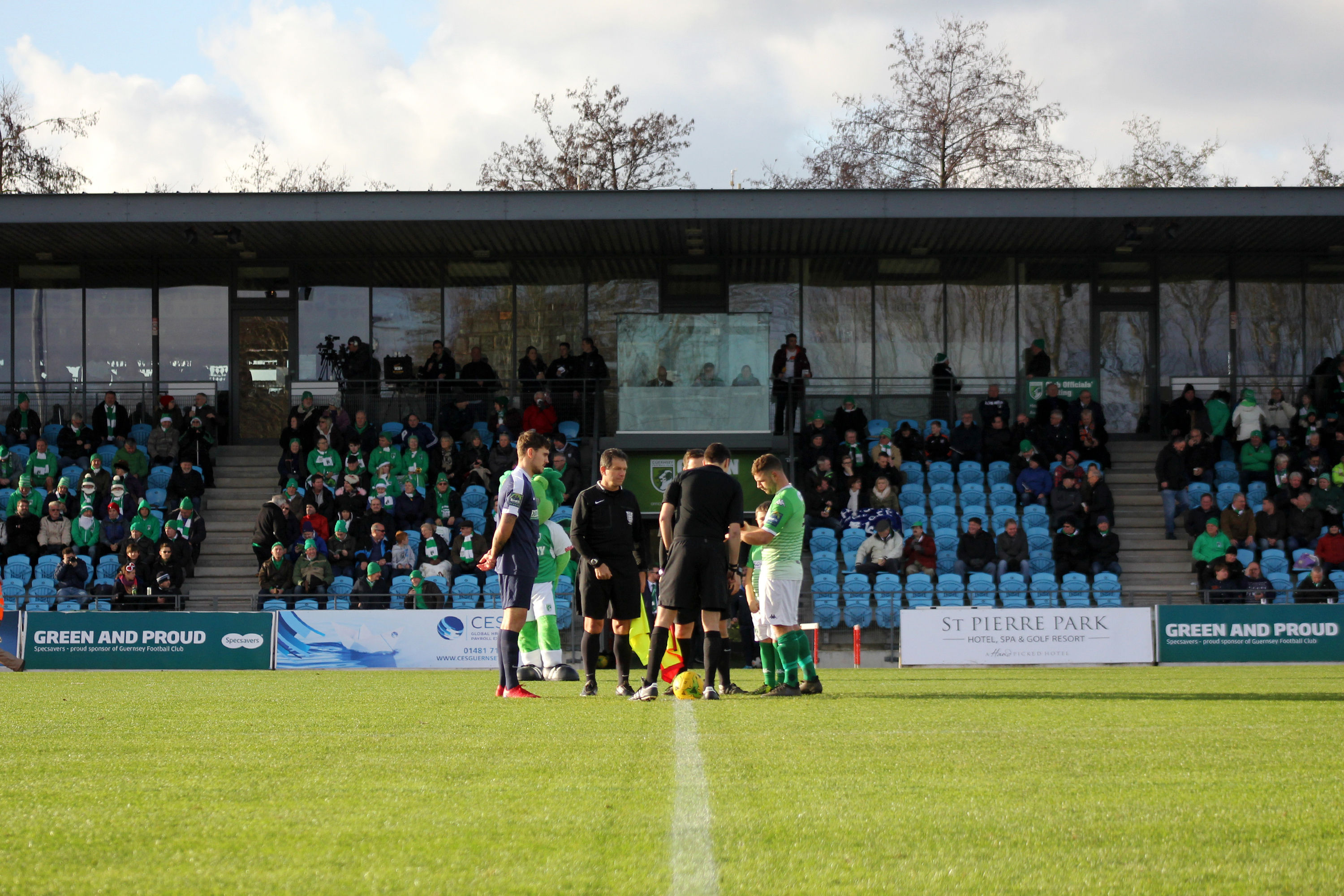

건지 FC는 잉글랜드의 축구 클럽이다. 2011년에 창단되었으며 잉글랜드의 해외 영토 중 하나인 건지섬을 연고지로 하고 있다.

## 같이 보기
- 건지섬 축구 국가대표팀